# Château d'Arras-sur-Rhône
Le château d'Arras-sur-Rhône est un édifice situé à Arras-sur-Rhône, en France.

## Situation
Le château est situé sur le territoire de la commune d'Arras-sur-Rhône, dans le département de l'Isère et la région Auvergne-Rhône-Alpes. 

## Description
Actuellement, il reste quelques pans de murs de l'enceinte, mais le donjon est très bien conservé. Ce dernier, appelé aussi Tour Blanche ou Tour de Soubise, mesure 28 m de haut pour 6 m de diamètre. Il est construit en moellons de granite épais de 180 cm au premier niveau et pourrait dater du XIIIe siècle. À ses côtés les quelques pans de murs de la seconde tour, la tour brune dite « de Joviac », témoignent de l'existence de l'autre seigneurie.
Propriété de la commune et inscrit aux monuments historiques par arrêté le 31 mai 1927, le château fut partagé en deux co-seigneuries et organisé autour d'un donjon circulaire au sommet d'un piton rocheux dominant le Rhône[source insuffisante].

## Historique
Le château fait partie intégrante du système de défense de la ville, il conférait aux propriétaires un droit de péage. La Révolution abolissant tous les péages, ôta tout intérêt à l'édifice et accéléra son érosion.

## Légende
Une légende, dite « légende du cavalier noir », entoure le château. Chaque nuit, un cavalier noir sur un cheval noir apparaît près de la tour ; il s'agirait du fantôme du capitaine huguenot Clavel, qui aurait trouvé refuge dans l'édifice encore debout en 1585, mais ayant tellement commis de crimes et de pillages dans la région qu'il aurait été condamné après sa mort à reparaître éternellement sur le lieu de ses forfaits.